# فرانك لونش
فرانك لونش (بالإنجليزية: Frank Lynch)‏ هو نقابي وسياسي بريطاني (وحمل سابقاً جنسية المملكة المتحدة لبريطانيا العظمى وأيرلندا)، ولد في 1909، وتوفي في 1980.